# Algleymi
Algleymi — второй студийный альбом исландской блэк-метал-группы Misþyrming, выпущенный 24 мая 2019 года на лейбле Norma Evangelium Diaboli.

## Отзывы критиков
Альбом получил крайне положительные оценки от музыкальных критиков. Алекс Клюг из laut.de описал альбом как «извержение вулкана, положенное на музыку». Рецензент metal.de Ян Вишковски пишет, что Misþyrming «легко оправдали все ожидания и даже удивили. Блестящее продолжение дебютного альбома». Algleymi занял 29 место в списке «40 лучших метал-альбомов 2019 года» по версии журнала Decibel.

## Список композиций
| №                   | Название                        | Длительность |
| ------------------- | ------------------------------- | ------------ |
| 1.                  | «Orgia»                         | 5:27         |
| 2.                  | «Með svipur á lofti»            | 7:05         |
| 3.                  | «Ísland, steingelda krummaskuð» | 6:25         |
| 4.                  | «Hælið»                         | 2:32         |
| 5.                  | «Og er haustið líður undir lok» | 4:41         |
| 6.                  | «Allt sem eitt sinn blómstraði» | 6:57         |
| 7.                  | «Alsæla»                        | 6:05         |
| 8.                  | «Algleymi»                      | 7:04         |
| Общая длительность: | Общая длительность:             | 46:16        |

## Участники записи

### Misþyrming
- D.G — вокал, гитара, клавишные
- T.Í. — гитара, бэк-вокал
- G.E. — бас-гитара, бэк-вокал
- H.R.H. — ударные

### Приглашённые музыканты
- Wraath (Behexen) — вокал
- Стурла Видар (Svartidauði) — бэк-вокал